# Vazgen Manukyan
Vazgen Manukyan (in armeno Վազգեն Միքայելի Մանուկյան; Gyumri, 13 febbraio 1946) è un politico armeno, Primo ministro dal 1990 al 1991 e ministro della difesa dal 1992 al 1993.
Nato a Leninakan (attuale Gyumri) ha conseguito la laure in matematica e scienze fisiche. È sposato con tre figli.

## Attività politica
Ha fatto parte del Comitato Karabakh e per tale impegno politico è stato arrestato nel dicembre 1988; fu rilasciato circa sei mesi più tardi.
Il 13 agosto 1990 è stato nominato primo ministro dell'Armenia; rimase in carica sino al 22 novembre 1991. Dopo che l'Armenia ottenne l'indipendenza fu eletto al Parlamento per tre volte e partecipò, senza successo, alle elezioni presidenziali del 1996, 1998 e 2003.
È il presidente dell'Unione Nazionale Democratica di Armenia che ha deciso di non proporre alcun candidato per le elezioni presidenziali del 2013.
Il 3 dicembre 2020 è stato scelto quale candidato dei 16 partiti di opposizione alla carica di Primo Ministro dell'Armenia. Il movimento di opposizione è stato denominato Salvezza dell'Armenia.
| Anno elezioni                       | Voti    | %     | Posizione |
| ----------------------------------- | ------- | ----- | --------- |
| Elezione presidenziale armena, 1996 | 516,129 | 41.0% | 2         |
| Elezione presidenziale armena, 1998 | 172,449 | 12.2% | 3         |
| Elezione presidenziale armena, 2003 | 12,904  | 0.91% | 5         |
| Elezione presidenziale armena, 2008 | 21,075  | 1.3%  | 5         |